# Literaturjahr 1915
Liste der Literaturjahre

◄◄ | ◄ | 1911 | 1912 | 1913 | 1914 | Literaturjahr 1915 | 1916 | 1917 | 1918 | 1919 | ► | ►►

Weitere Ereignisse

## Ereignisse

### Prosa
- Februar: Die Kurzgeschichte Die Grammatik der Liebe von Iwan Bunin erscheint in dem Moskauer Almanach Klitsch.
- Im März erscheint Joseph Conrads Roman Sieg.
- 26. März: Virginia Woolfs erster Roman The Voyage Out (Die Fahrt hinaus) erscheint. Das Werk, das stark autobiographische Züge aufweist, und dessen Publikation wegen Virginias Depressionen von ihrem Mann Leonard fast zwei Jahre hinausgezögert worden ist, wird von der Kritik freundlich aufgenommen, verkauft sich jedoch schlecht.
- 18. September: In der US-amerikanischen Saturday Evening Post erscheint die Kurzgeschichte Extricating Young Gussie, mit der P. G. Wodehouse erstmals seine wiederkehrenden fiktiven Figuren Bertie Wooster, dessen Kammerdiener Reginald Jeeves und Tante Agatha einführt.
- Oktober: Die Erzählung Der Herr aus San Francisco von Iwan Bunin erscheint im 5. Band der Anthologie Slowo in Moskau.
- Franz Kafkas im Jahr 1912 entstandene Erzählung Die Verwandlung wird im Oktoberheft der Zeitschrift Die Weißen Blätter unter der Redaktion von René Schickele veröffentlicht. Die Erstausgabe in Buchform erscheint im Dezember in der Reihe Der jüngste Tag, herausgegeben von Kurt Wolff.

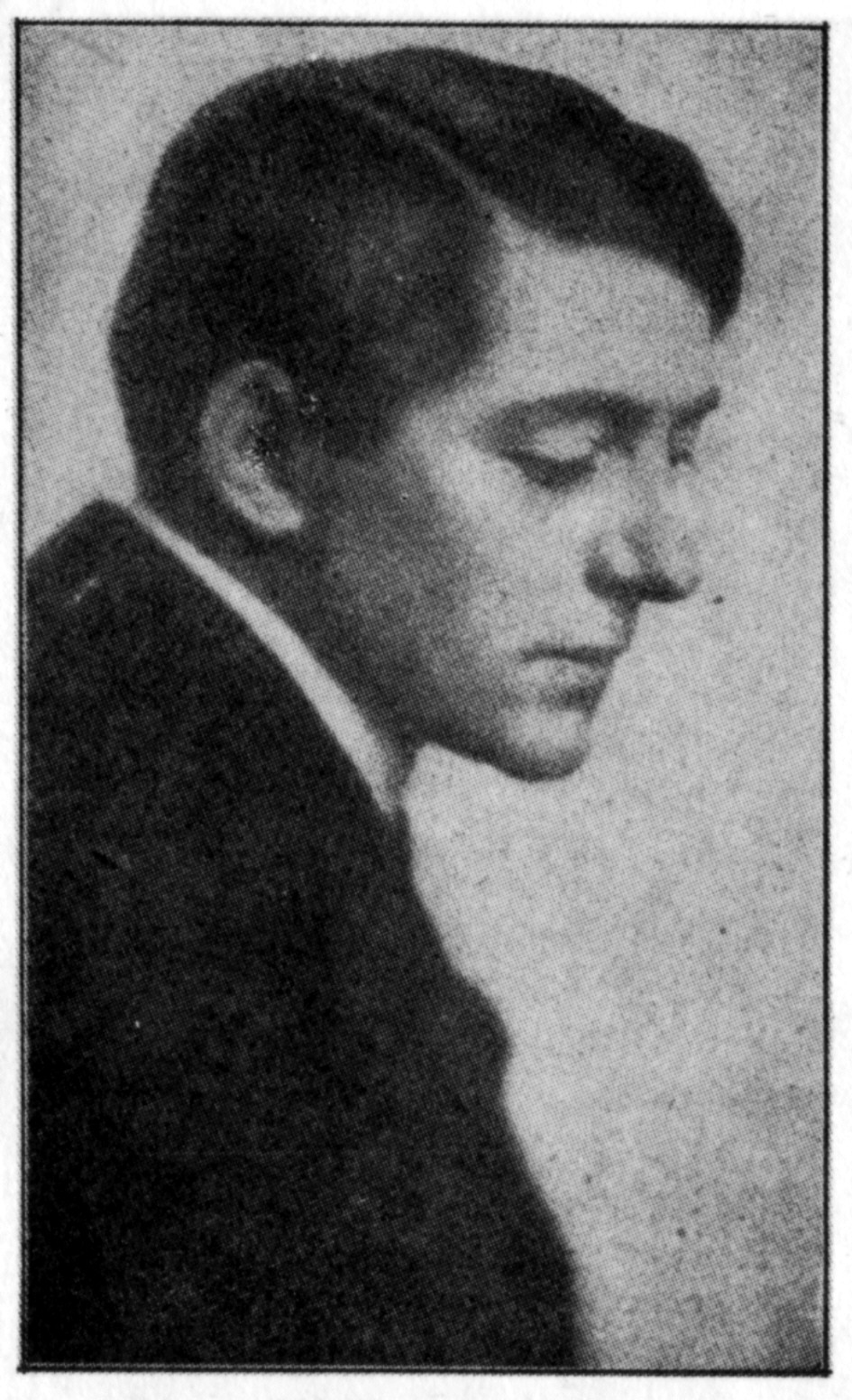
Waldemar Bonsels

- Der deutsche Schriftsteller Waldemar Bonsels veröffentlicht das Buch Himmelsvolk als Nachfolgeband seines erfolgreichen Werks Die Biene Maja und ihre Abenteuer. Auch dieses Buch erzielt hohe Auflagen und wird in mehrere Sprachen übersetzt.
- Von Hermann Hesse erscheint u. a. die Erzählung Der Wolf.
- Von Anna von Krane erscheint die Erzählung Das Siegesfest der sechsten Legion.
- Mit dem Werk Pointed Roofs (Die Schatten der Giebel) beginnt die britische Schriftstellerin Dorothy Richardson ihren Romanzyklus Pilgrimage (Pilgerschaft). Darin verwendet sie erstmals die Erzählhaltung des inneren Monologs. Den von der Literaturkritikerin May Sinclair in der Einleitung des Buches eingeführten Begriff stream of consciousness (Bewusstseinsstrom) lehnt sie ab, er findet allerdings rasch Einzug in die moderne Erzähltheorie und wird bald zum probaten Stilmittel des neuen experimentellen und psychologischen Romans in der englischen Erzählliteratur der 1920er Jahre.
- Von Akutagawa Ryūnosuke erscheint die Novelle Rashōmon.
- Der utopische Roman Herland der amerikanischen Schriftstellerin Charlotte Perkins Gilman erscheint als monatliche Serie in einer Zeitschrift.
- Von dem evangelischen Pfarrer und Schriftsteller Artur Brausewetter erscheint der Roman Don Juans Erlösung – einer von insgesamt rund 50 Romanen, die er in seinem Leben verfasste.

### Lyrik
- 22. Februar: Das Gedicht Die Schlacht bei Saarburg von Alfred Lichtenstein erscheint postum.

- 03./4. April: Vor seiner Abfahrt an die russische Front schreibt der deutsche Lehrer Hans Leip die ersten drei Strophen des Liedes Lili Marleen zusammen mit einer heute weitgehend in Vergessenheit geratenen Melodie.

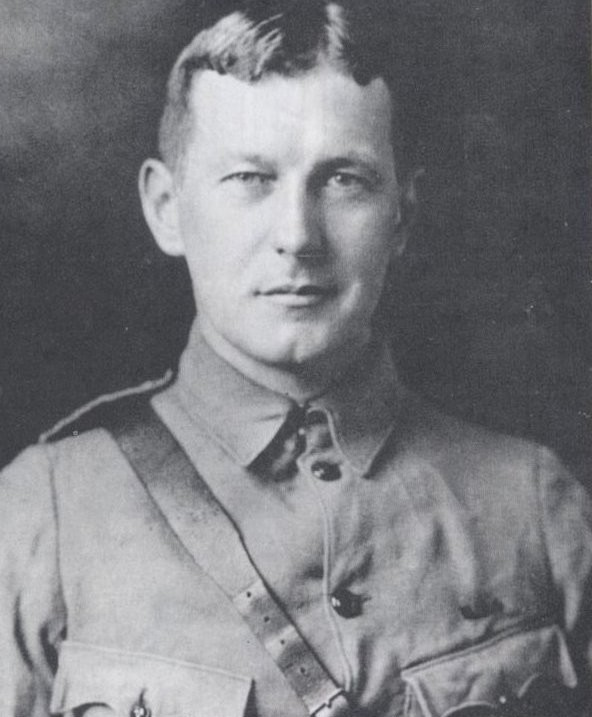
Lieutenant Colonel John Alexander McCrae

- 03. Mai: Der Kanadier John McCrae, dessen Freund Alexis Helmer am Vortag gefallen ist, verfasst mit In Flanders Fields eines der bekanntesten englischsprachigen Gedichte zum Ersten Weltkrieg. Es wird am 8. Dezember im Satiremagazin Punch veröffentlicht.
- Von Georg Trakl erscheinen postum Sebastian im Traum und Grodek.
- Edward Marsh veröffentlicht den zweiten Sammelband Georgian Poetry.

### Drama
- 6. April: Uraufführung des Dramas Der Weibsteufel von Karl Schönherr in Wien.
- Unter dem Titel Komödie der Worte erscheinen drei Einakter von Arthur Schnitzler in Buchform und kommen am 12. Oktober zeitgleich in drei Theatern in Wien, Darmstadt und Frankfurt am Main zur Uraufführung.
- Von Hermann Sudermann erscheint die Dramentrilogie Die entgötterte Welt; die Tragikomödie Die gutgeschnittene Ecke wird 1915 in Berlin und München auch uraufgeführt.

### Periodika
- Mit außerordentlicher Resonanz in Portugal erscheinen zwei Ausgaben der portugiesisch-brasilianischen Literaturzeitschrift Orpheu, die danach bereits wieder eingestellt werden muss.
- 10. September: In Frankreich erscheint die erste Ausgabe des von Maurice Maréchal, Jeanne Maréchal und Henri-Paul Deyvaux-Gassier gegründeten Satiremagazins Le Canard enchaîné.
- Die österreichische Tageszeitung Der Abend wird gegründet.

### Auszeichnungen

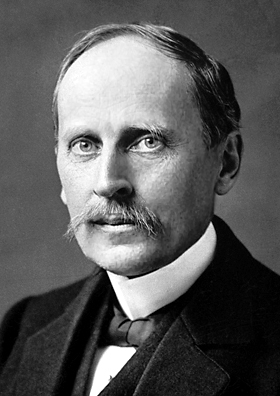
Romain Rolland 1915

- Der französische Schriftsteller und Pazifist Romain Rolland erhält „als eine Huldigung für den erhabenen Idealismus seiner Verfasserschaft sowie für das Mitgefühl und die Wahrheit, mit der er verschiedenste Menschentypen zeichnet“, den Nobelpreis für Literatur.

## Geboren

### Erstes Halbjahr
- 07. Januar: Erwin Wickert, deutscher Diplomat und Schriftsteller († 2008)
- 17. Januar: Heinz Klemm, deutscher Journalist, Lektor und Schriftsteller († 1970)
- 20. Januar: C. W. Ceram, deutscher Journalist und Wissenschaftsautor († 1972)
- 25. Januar: Viktor Reimann, österreichischer Journalist und Politiker († 1996)
- 25. Januar: Ewan MacColl, schottischer Autor, Dichter, Schauspieler, Folksänger und Schallplattenproduzent († 1989)
- 28. Januar: Elisabeth Frenzel, deutsche Literaturwissenschaftlerin († 2014)
- 29. Januar: Bill Peet, US-amerikanischer Zeichner und Geschichtenschreiber († 2002)
- 29. Januar: Halfdan Rasmussen, dänischer Lyriker († 2002)

- 02. Februar: Khushwant Singh, indischer Autor und Journalist († 2014)
- 05. Februar: Margaret Millar, kanadische Krimi-Schriftstellerin († 1994)
- 11. Februar: Patrick Leigh Fermor, britischer Schriftsteller († 2011)
- 14. Februar: Johannes Duft, Stiftsbibliothekar in der Stiftsbibliothek St. Gallen († 2003)
- 16. Februar: Elisabeth Eybers, südafrikanisch-niederländische Dichterin († 2007)
- 23. Februar: Noma Hiroshi, japanischer Schriftsteller († 1991)
- 23. Februar: Heinrich Schirmbeck, deutscher Schriftsteller († 2005)

- 10. März: Jón Dan Jónsson, isländischer Schriftsteller († 2000)
- 11. März: Karl Krolow, deutscher Schriftsteller († 1999)
- 12. März: Jiří Mucha, tschechischer Kosmopolit, Schriftsteller, Publizist und Drehbuchautor († 1991)
- 13. März: Melih Cevdet, türkischer Schriftsteller († 2002)
- 13. März: Arthur Henkel, deutscher Germanist und Literaturhistoriker († 2005)
- 16. März: Haldun Taner, türkischer Schriftsteller († 1986)
- 29. März: Denton Welch, britischer Maler und Schriftsteller († 1948)
- 30. März: Pietro Ingrao, italienischer Journalist und Politiker († 2015)

- 04. April: Lars Ahlin, schwedischer Schriftsteller († 1997)
- 04. April: Jan Drda, tschechischer Prosaist und Dramatiker († 1970)
- 07. April: Henry Kuttner, US-amerikanischer Schriftsteller († 1958)
- 09. April: Leonard Wibberley, irischer Schriftsteller († 1983)
- 10. April: Leo Vroman, niederländisch-US-amerikanischer Schriftsteller († 2014)
- 12. April: Friedrich Bolger, russlanddeutscher Lyriker, Dramatiker und Übersetzer († 1988)
- 13. April: Stephan Hermlin, deutscher Schriftsteller († 1997)
- 15. April: Tista Murk, Schweizer rätoroman. Schriftsteller und Dramatiker († 1992)
- 16. April: Alfred Otto Schwede, deutscher Schriftsteller († 1987)
- 23. April: Christine Busta, österreichische Lyrikerin († 1987)
- 25. April: Thomas Savage, US-amerikanischer Schriftsteller († 2003)
- 27. April: Hovhannes Schiraz, armenischer Dichter († 1984)
- 28. April: Paul Blau, österreichischer Publizist († 2005)

- 06. Mai: Orson Welles, US-amerikanischer Regisseur, Schauspieler und Autor († 1985)
- 16. Mai: Mario Monicelli, italienischer Drehbuchautor und Filmregisseur († 2010)
- 21. Mai: Helen Weinzweig, kanadische Schriftstellerin († 2010)
- 27. Mai: Herman Wouk, US-amerikanischer Autor († 2019)
- 28. Mai: Joaquín Piñeros Corpas, kolumbianischer Schriftsteller und Politiker († 1982)
- 30. Mai: Johannes D. Peters, deutscher Hörspielautor († 1986)
- 31. Mai: Judith Wright, australische Dichterin und Schriftstellerin († 2000)
- 31. Mai: Heinz Zahrnt, deutscher evangelischer Theologe, Schriftsteller und Publizist († 2003)

- 07. Juni: Geno Hartlaub, deutsche Schriftstellerin († 2007)
- 10. Juni: Saul Bellow, US-amerikanischer Schriftsteller († 2005)
- 19. Juni: M. Z. Thomas, deutscher Psychotherapeut und Schriftsteller (?)
- 24. Juni: Fred Hoyle, britischer Wissenschaftler und Schriftsteller († 2001)
- 25. Juni: Salme Raatma, estnische Dichterin und Kinderbuchautorin († 2008)
- 26. Juni: Walter Farley, US-amerikanischer Schriftsteller († 1989)

### Zweites Halbjahr
- 04. Juli: Christine Lavant, österreichische Künstlerin und Schriftstellerin († 1973)
- 18. Juli: Karl Bednarik, österreichischer Maler und Schriftsteller († 2001)
- 18. Juli: Philip Graham, US-amerikanischer Verleger († 1963)
- 30. Juli: Herbert Jobst, deutscher Schriftsteller († 1990)

- 15. August: Herbert Hupka, deutscher Journalist und Politiker († 2006)
- 22. August: José Antonio Zorrilla, mexikanischer Komponist, Schriftsteller, Drehbuchautor und Regisseur († 1985)
- 24. August: James Tiptree, Jr. (Alice Sheldon), US-amerikanische Science-Fiction-Schriftstellerin († 1987)

- 05. September: Astrid Hjertenæs Andersen, norwegische Schriftstellerin († 1985)
- 10. September: Robert Sparr, US-amerikanischer Filmregisseur, Filmeditor und Drehbuchautor († 1969)
- 12. September: Elvira Bauer, deutsche Nazi-Schriftstellerin (ab 1943 verschollen)

- 04. Oktober: Silvina Bullrich, argentinische Schriftstellerin († 1990)
- 15. Oktober: Carl Szokoll, österreichischer Widerstandskämpfer und Autor († 2004)
- 17. Oktober: Arthur Miller, US-amerikanischer Schriftsteller († 2005)
- 18. Oktober: František Daniel Merth, katholischer Priester und Dichter († 1995)
- 26. Oktober: Max Wegner, deutscher Schriftsteller († 1944)
- 28. Oktober: Jürgen Thorwald, deutscher Schriftsteller († 2006)

- 12. November: Roland Barthes, französischer Literaturkritiker, Schriftsteller, Philosoph und Semiotiker († 1980)
- 18. November: Carlos Alberto Débole, argentinischer Dichter († 1990)
- 20. November: Kon Ichikawa, japanischer Filmregisseur, Drehbuchautor († 2008)
- 30. November: Edith Anderson-Schröder, US-amerikanische Journalistin und Schriftstellerin († 1999)
- 30. November: Robert Lax, US-amerikanischer Autor, Lyriker und Publizist († 2000)

- 06. Dezember: Pierrette Micheloud, Schweizer Schriftstellerin und Lyrikerin († 2007)
- 07. Dezember: Leigh Brackett, US-amerikanische Schriftstellerin und Drehbuchautorin († 1978)
- 08. Dezember: Ernest Lehman, US-amerikanischer Drehbuchautor († 2005)
- 13. Dezember: Ross Macdonald, US-amerikanischer Krimi-Schriftsteller († 1983)
- 20. Dezember: Aziz Nesin, türkischer Pädagoge und Schriftsteller († 1995)
- 31. Dezember: Loys Masson, französischer Schriftsteller († 1969)

## Gestorben
- 13. Januar: Gaston Arman de Caillavet, französischer Dramatiker und Librettist (* 1870)
- 24. Januar: Sophie Pataky, österreichische Bibliografin (* 1860)
- 26. Januar: Akaki Zereteli, georgischer Schriftsteller und Politiker (* 1840)

- 08. Februar: Nagatsuka Takashi, japanischer Schriftsteller (* 1879)
- 22. Februar: Thor Lange, dänischer Schriftsteller und Übersetzer (* 1851)

- 11. März: Rolf Boldrewood, australischer Autor (* 1826)
- 03. April: Jizchok Leib Perez, jiddischer Schriftsteller (* 1851)
- 08. April: Louis Pergaud, französischer Schriftsteller (* 1882)
- 12. April: Domenico Gnoli, italienischer Schriftsteller, Dichter und Übersetzer (* 1838)
- 23. April: Rupert Brooke, britischer Dichter (* 1887)
- 24. April: Daniel Waruschan, armenischer Schriftsteller (* 1884)

- nach dem 24. April: Smbat Biurat, armenischer Schriftsteller, Dichter und Verleger (* 1862)
- nach dem 24. April: Eruchan, armenischer Schriftsteller und Journalist (* 1870)
- nach dem 24. April: Levon Larents, armenischer Dichter, Journalist und Lehrer (* 1862)
- nach dem 24. April: Kegham Parseghian, armenischer Schriftsteller und Kolumnist (* 1883)
- nach dem 24. April: Harutiun Schahrigian, armenischer Schriftsteller, Rechtsanwalt und Politiker (* 1883)
- nach dem 24. April: Hagop Terzian, armenischer Pharmazeut und Buchautor (* 1862)
- nach dem 24. April: Krikor Torosyan, armenischer Satiriker, Schriftsteller, Journalist, Karikaturist und Verleger (* 1883)
- nach dem 24. April: Dikran Tschögürjan, armenischer Romanautor, Maler und Verleger (* 1884)

- 02. Juni: Louis Tiercelin, französischer Schriftsteller (* 1849)
- 08. Juni: Marie-Rose Astié de Valsayre, französische Geigerin, Komponistin, Feministin, Krankenschwester und Schriftstellerin (* 1846)
- 20. Juni: Tlgadintsi, armenischer Schriftsteller (* 1860)
- 10. Juli: Ernst Henrici, deutscher Gymnasiallehrer, Schriftsteller und Politiker (* 1854)
- 10. Juli: Wascha-Pschawela, georgischer Schriftsteller und Naturphilosoph (* 1861)

- 02. August: Krikor Zohrab, armenischer Jurist, Schriftsteller und Politiker (* 1861)
- 16. August: Ardasches Harutünjan, armenischer Literaturkritiker, Dichter und Übersetzer (* 1873)
- 16. August: Rupen Zartarian, armenischer Schriftsteller, Dichter und Übersetzer (* 1874)
- 19. August: Tevfik Fikret, türkischer Dichter (* 1867)
- 25. August: Amalie Marby, deutsche Schriftstellerin (* 1834)
- 26. August: Rupen Sevag, armenischer Dichter, Prosaschriftsteller und Arzt (* 1885)
- 00. August: Siamanto, armenischer Dichter (* 1878)

- 01. September: August Stramm, deutscher Dichter und Dramatiker des deutschen Expressionismus (* 1874)
- 06. September: Paul d’Ivoi, französischer Schriftsteller (* 1856)
- 19. September: David Friedrich Weinland, deutscher Zoologe und Schriftsteller (* 1829)

- 11. Oktober: Jean-Henri Fabre, französischer Naturwissenschaftler und Schriftsteller (* 1823)
- 13. Oktober: Charles Sorley, britischer Dichter (* 1895)
- 15. Oktober: Paul Scheerbart, deutscher Schriftsteller fantastischer Literatur und Zeichner (* 1863)
- 20. Oktober: Josef Ruederer, deutscher Schriftsteller (* 1861)
- 20. Oktober: Diran Kelekian, armenischer Journalist und Übersetzer (* 1862)

- 21. November: Johannes Trojan, deutscher Schriftsteller (* 1837)
- 29. November: Luigi Capuana, italienischer Schriftsteller (* 1839)
- 06. Dezember: Rudolf Lavant, deutscher Schriftsteller (* 1844)